# Компримированный природный газ
Компримированный (сжатый) природный газ (КПГ или CNG от англ. Compressed natural gas) — природный газ (метан (CH4), сжатый на компрессорной станции до давления 200—250 бар (196—245 кгс/см2) для использования в качестве топлива в двигателях внутреннего сгорания. Компримирование газа производится на автомобильных газонаполнительных компрессорных станциях (АГНКС), куда газ поставляется от магистральных трубопроводов. Компримированный природный газ используется на легковых автомобилях, пассажирском и лёгком грузовом транспорте, коммунальной технике.

## История

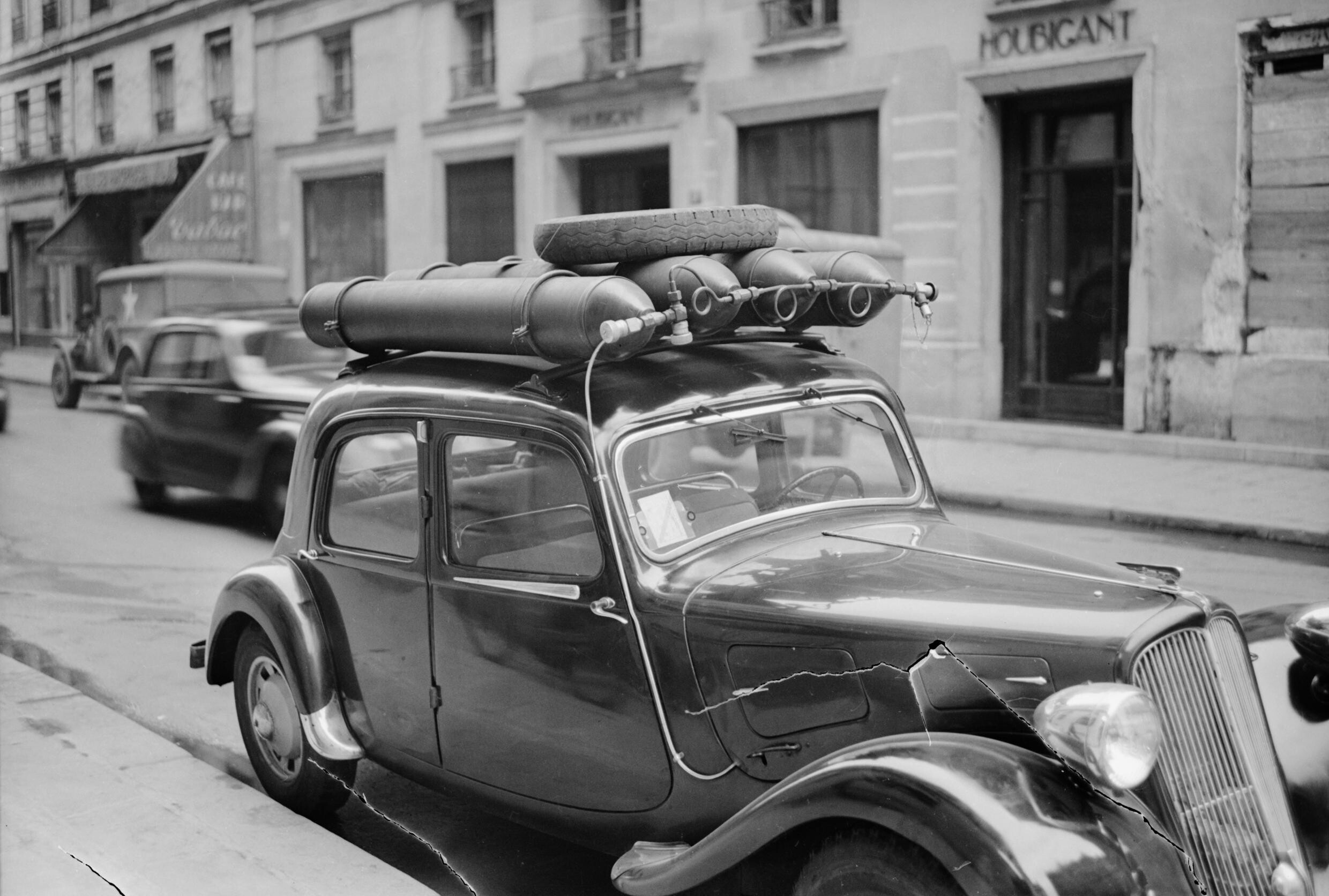
Автомобиль, переоборудованный под использование природного газа. Париж, 1945 год

Газ — хоть и не метан, а так называемый светильный (производился посредством пиролиза древесины, каменного угля или нефти) — стал первым топливом для ДВС; произошло это на рубеже XVIII и XIX веков. Первые попытки компримирования были предприняты также во Франции, в 1850-х годах.
В 1872 году на транспорте был впервые использован двигатель на светильном газе, в 1915—1916 годах — двигатель на природном газе. Газовые двигатели того времени обеспечивали более высокую мощность, чем бензиновые, что способствовало увеличению серийного выпуска газобаллонных автомобилей и строительству газонаполнительных станций, где газовое топливо сжимали до 20 атмосфер и подавали в автомобильные баллоны.
К 1940-м — 1950-м годам компримированный природный газ широко использовался в Германии, Дании, Норвегии, Румынии, Финляндии и Франции и особенно Италии, где получили распространение сменные газовые баллоны. Популярность газового топлива снизилась с появлением недорогого энергоэффективного бензина, обеспеченного поставками нефти из стран Ближнего Востока, но нефтяной кризис 1973 года обновил интерес к газу в автомобильной промышленности.

## Характеристики

### Эксплуатационные свойства
Метановое топливо имеет более высокое октановое число и удельную теплоту сгорания чем нефтяное топливо или сжиженные углеводородные газы и не меняет физико-химические свойства при низких температурах. Октановое число компримированного природного газа находится в диапазоне 110—125 и при сгорании производит 48500 кДж/кг, (у бензина — 76—98 и 44000 кДж/кг, у пропан-бутана — 102—112 и 46000 кДж/кг). Однако КПГ уступает бензину и пропан-бутану в теплоте сгорания стехиометрической смеси, и обеспечивает на 6—8% меньшую производительность в двигателях, рассчитанных на два вида топлива.
Транспортные средства, использующие компримированный природный газ, имеют меньшие эксплуатационные расходы. Стоимость 100 километров пробега легковых автомобилей, грузовиков и автобусов на КПГ в 1,5—3 раза ниже аналогичного показателя для транспорта на бензине, дизельном топливе или cжиженном углеводородном газе. Метан не образует нагар на поршнях, клапанах и свечах зажигания, не смывает масляную плёнку со стенок цилиндров, не разжижает масло в картере, благодаря чему межремонтный пробег автомобиля увеличивается в 1,5 раза, срок службы моторного масла, свечей и цилиндропоршневой группы — в 1,5—2 раза. Уменьшение нагрузки на двигатель также обеспечивает снижение шума его работы на 7—9 децибел.

### Безопасность

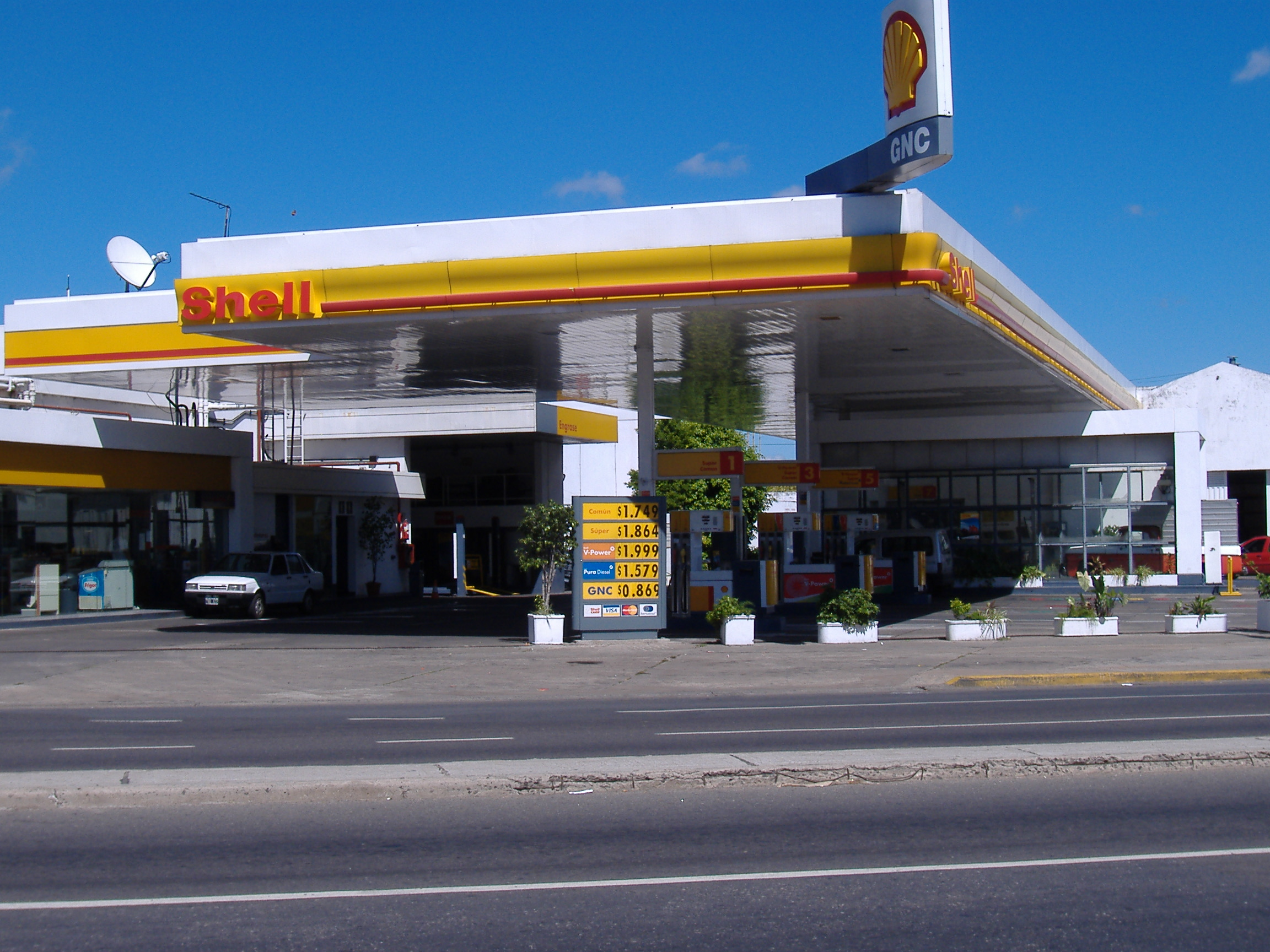
Газозаправочная станция компании Shell в Росарио, Аргентина

В целом использование КПГ в качестве транспортного топлива считается более безопасным, чем использование бензина.
Оборудование для компримированного природного газа имеет многократный запас прочности. Баллоны проходят испытания на разрушение при падении с высоты, попадании из огнестрельного оружия, воздействия открытого пламени, экстремальных температур и агрессивных сред, а также размещаются в статистически реже подверженных деформации частях автомобиля: по оценке BMW, вероятность значительного повреждения этих частей корпуса находится в диапазоне 1—5%. Американская газовая ассоциация собрала статистику на основе эксплуатации 2400 автомобилей на газовом топливе с совокупным пробегом 280 млн. км. в 1990-х — 2000-х годах. Данные показали, что в 180 из 1360 столкновений удар приходился в зону расположения баллонов, но ни один не был повреждён, и в 5 случаях было зафиксировано воспламенение бензина.
Компримированный природный газ имеет меньшую пожароопасность, чем бензин или cжиженный углеводородный газ. Нижний порог воспламенения метана составляет 645 °C (550 °C для бензина), его опасная концентрация составляет 4—15% от объёма воздуха (1,8—8,6% для пропан-бутановой смеси), также природный газ в 1,6 раз легче воздуха и при утечке поднимается вверх и рассеивается, не токсичен. Вероятность возгорания метана может быть теоретически снижена за счёт использования ингибиторов-алкенов, в частности, бутилена. По классификации горючих веществ по степени чувствительности, утверждённой приказом МЧС России №404 от 10 июля 2009 года, природный газ относится к наиболее безопасному 4-му классу — слабочувствительным веществам (пропан-бутан имеет наименее безопасный 2-й класс, бензин — средний 3-й класс чувствительности).

### Экологичность
Компримированный природный газ относится к наиболее экологичным видам топлива и соответствует стандарту «Евро-5»/«Евро-6». Выбросы углекислого газа при использовании КПГ составляют 0,1 грамма[уточнить] на километр. Автомобили на КПГ выбрасывают в атмосферу в 2 раза меньше оксидов азота, в 10 раз меньше угарного газа и в 3 раза меньше других оксидов углерода, чем автомобили с бензиновыми двигателями. При сгорании природного газа не образуется сажа, отсутствуют выбросы свинца и серы. В целом использование КПГ обеспечивает в 9 раз меньшую задымлённость окружающего воздуха.

### Стандартизация

Знак CNG (КПГ)

Качество КПГ регулируется следующими национальными стандартами:
- ГОСТ 27577-2000 «Газ природный топливный компримированный для двигателей внутреннего сгорания. ТУ» (межгосударственный стандарт, принятый МГС);
- J1616 1994 «Surface vehicle recommended practice - recommended practice for compressed natural gas vehicle fuel» (стандарт США, разработанный SAE (обществом автомобильных инженеров));
- SAE J1616 (стандарт США);
- CARB (спецификация на КПГ, США, Калифорния);
- DIN 51624 «Automotive fuels Natural Gas - requirements and test procedures» (стандарт Германии);
- Legge 14 Novembre 1995 № 481. «Disposizioni generali in tema di qualita del gas natural» (стандарт Италии, устанавливающий нормы на сетевой природный газ, используемый для производства КПГ);
- Regulation of the Polish Ministry of Economy on the quality requirements for compressed natural gas (CNG) (стандарт Польши);
- GB 18047-2000 «Compressed natural gas as vehicle fuel» (стандарт Китая);
- SS 15 54 38 «Motor fuels. - Biogas as fuel for high-speed otto engines» (стандарт на компримированный биометан, применяющийся в качестве моторного топлива (типы A и B); разработан Шведским институтом стандартизации, принят 15.09.1999 г. и является общепризнанным в европейских странах);
- PCD 3 (2370)C «Compressed natural gas (CNG) for automotive purposes. Specification» (стандарт Индии);
- PNS 2029:2003 «Natural gas for use as a compressed fuel for vehicles - Specification» (стандарт Филиппин);
- 10K/34/DDJM/1993 (decree of Oil and Gas Director General, dated February 1, 1993) (стандарт Индонезии).

Технологии переработки и использования природного газа, отражённые в национальных стандартах, обобщены в международном стандарте ISO 15403 «Natural gas for use as a compressed fuel for vehicles». Его первая часть устанавливает требования к показателям природного газа, обеспечивающие безопасную и безотказную работу газонаполнительного оборудования и оборудования транспортного средства, вторая часть устанавливает требования к количественным значениям параметров, нормирующих качество природного газа как транспортного топлива.

## Использование

### Автомобили

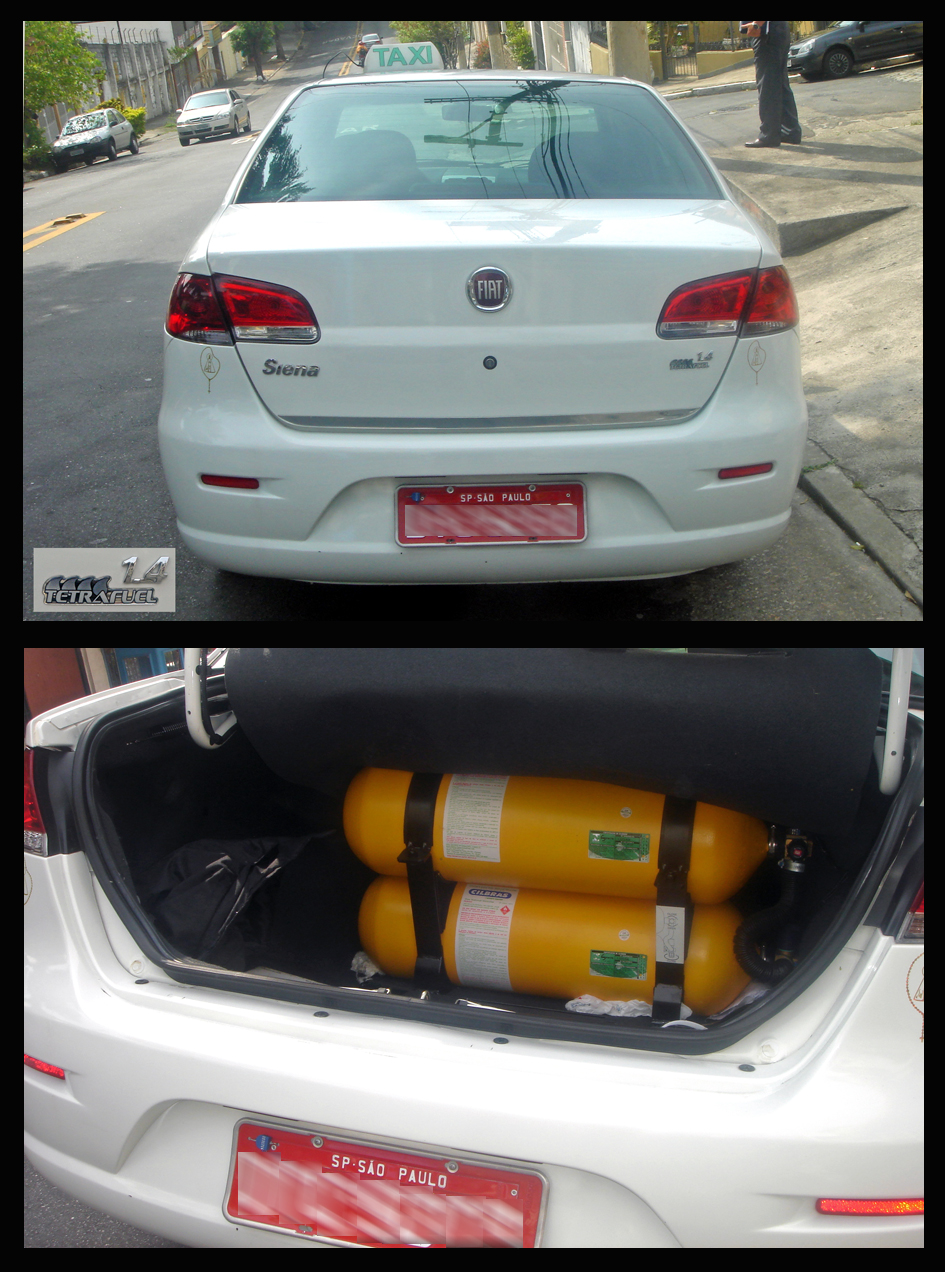
Fiat Siena с газовыми баллонами в багажнике

Двигатели газовых автомобилей классифицируются по количеству видов топлива, использование которых предусмотрено конструкцией. Газовые (моно-топливные, англ. dedicated, monovalent) двигатели спроектированы непосредственно для работы на природном газе, что обеспечивает наибольшую эффективность. Как правило, автомобили с газовыми двигателями не оборудованы бензиновым баком, но иногда поддерживают использование бензина в качестве резервного топлива. Бензиново-газовые (двухтопливные, англ. bi-fuel, bivalent) двигатели позволяют использовать как газ, так и бензин. Большая часть бензиново-газовых автомобилей — машины, переоборудованные вне завода-изготовителя. Газо-дизельные (англ. dual-fuel) двигатели на низких оборотах потребляется больше дизеля, на высоких — больше газа. Газовые и бензиново-газовые двигатели наиболее распространены на легковом и лёгком грузовом транспорте, газо-дизельные — на тяжёлых грузовиках.
Серийные автомобили, работающие на компримированном природном газе, выпускаются многими автомобильными концернами, включая Audi, BMW, Cadillac, Ford, Mercedes-Benz, Chrysler, Honda, Kia, Toyota, Volkswagen. В частности в сегменте легковых и лёгких грузовых автомобилей на рынке представлены Fiat Doblò 1.4 CNG, Fiat Qubo 1.4 Natural Power, Ford C-Max 2.0 CNG, Mercedes-Benz B 180 NGT, Mercedes-Benz E200 NGT, Mercedes-Benz Sprinter NGT, Opel Combo Tour 1.4 Turbo CNG, Opel Zafira 1.6 CNG Ecoflex, Volkswagen Caddy 2.0 Ecofuel и Life 2.0 Ecofuel, Volkswagen Passat 1.4 TSI Ecofuel, Volkswagen Touran 1.4 TSI Ecofuel, Volkswagen Transporter Caravelle 2.0 Bensin/Gas, Volvo V70 2.5FT Summum и другие модели. Крупный грузовой и пассажирский транспорт, работающий на КПГ, выпускают Iveco, Scania, Volvo и другие компании. Основные российские производители газомоторной техники — «Группа ГАЗ», КамАЗ и Volgabus. Всего на российском рынке представлено около 150 моделей газобаллонной техники, включая седельные тягачи КамАЗ, среднетоннажный «ГАЗон Next CNG», малотоннажные «ГАЗель Next CNG» и «ГАЗель-Бизнес CNG», легковые Lada Vesta, Lada Largus, модификации «УАЗ Патриот» и другие.
Правительства многих стран прибегают к организационным, нормативным и финансовым мерами стимулирования для популяризации газового топлива. В числе популярных организационных мер — запрет на использование дизельного топлива на автомобилях малой и средней грузоподъёмности или пассажировместимости, в пределах городов и природоохранных зон (Пакистан, Иран, Южная Корея, Бразилия), запрет на использование нефтяных видов топлива на общественном и коммунальном транспорте (Франция), приоритетный доступ компаний-потребителей газового топлива к муниципальному заказу (Иран, Италия). Нормативные меры, главным образом, затрагивают проектирование и строительство АГНКС и включают запреты на строительство заправочных станций без блока заправки природным газом (Италия) или послабления при строительстве АГНКС в черте городской застройки (Турция, Австрия, Южная Корея). Финансовое стимулирование включает единовременные выплаты на переоборудование или приобретение нового автотранспорта на КПГ (Италия, Германия), субсидированные кредиты на переоборудование (Пакистан), освобождение автовладельцев от платежей за парковку (Швеция), беспошлинный ввоз импортного газобаллонного оборудования (страны Европейского Союза, Иран), отказ от ценовой привязки газового топлива к нефтяному (ЕС).

### Водный транспорт
Компримированный природный газ менее распространён в качестве топлива для внутреннего и морского судоходства чем более удобный для транспортировки и хранения сжиженный природный газ, однако имеет применение в двухтопливных двигательных установках. Газ используется в качестве судоходного топлива на туристических судах в США (например, паром Elizabeth River I вместимостью 149 человек) и России («Москва» и «Нева-1»), Нидерландах (Mondriaan и Escher, спущенные на воду в 1994 году, Rembrandt и Van Gogh — в 2000 году). Также на 2011 год в Амстердаме были на ходу 11 барж на КПГ. В Канаде и Норвегии КПГ используется в смеси с дизельным топливом в силовых установках морских сухогрузов и пассажирских паромах. Примеры судов на КПГ включают спущенное на воду в Аделаиде, Австралия в конце 1980-х годов судно для перевозки известняка M.V. Accolade II, а также паромы M.V. Klatawa и M.V. Kulleet 1985 года постройки, обеспечивавшие перевозку пассажиров и автомобилей через реку Фрейзер близ Ванкувера на протяжении 15 лет. В 2008 году сингапурская компания Jenosh Group спустила на воду контейнеровоз, газовые баллоны которого погружаются в стандартные 20-футовые контейнеры. В 2009—2010 годах китайская верфь Wuhu Daijang построила 12 таких судов для эксплуатации в Таиланде и получила заказ ещё на 12 кораблей, а Jenosh Group занялась разработкой контейнеровоза с запасом хода 1500 морских миль, ориентированного на заказчиков из Индии, Пакистана, Индонезии и Вьетнама.

### Авиация
Компримированный газ не получил распространения в качестве авиационного топлива. В 1988 году конструкторское бюро «Туполев» подняло в воздух экспериментальный Ту-155 на КПГ, который использовался для испытаний газового топлива: меньшая масса газа могла обеспечить самолёту большую полезную нагрузку. Компримированный газ имеет потенциал для малой авиации, имеющей сравнительно низкий расход топлива. Например, в 2014 году компания Aviat Aircraft выпустила двухместный Aviat Husky — первый серийный двухтопливный самолёт.

### Железнодорожный транспорт
Экологическая безопасность и экономическая целесообразность использования компримированного природного газа способствуют его использованию на других видах транспорта, включая железнодорожный. В 2005 году первый в мире поезд с силовой установкой на компримированном газе начал работу в центральном регионе Перу. В январе 2015 года министр путей сообщения Индии торжественно открыл движение поезда, приводимого в движение двигательной установкой на смеси дизельного топлива и КПГ, на линии между городами Ревари и Рохтак в штате Харьяна. Также в январе 2015 года поезд с газовым двигателем вышел на линию между чешскими городами Опава и Глучин.	

## Распространённость
| Страны-лидеры по числу автомобилей на КПГ (слева) и по доле автомобилей на КПГ в национальном автопарке (справа) | Страны-лидеры по числу автомобилей на КПГ (слева) и по доле автомобилей на КПГ в национальном автопарке (справа) | Страны-лидеры по числу автомобилей на КПГ (слева) и по доле автомобилей на КПГ в национальном автопарке (справа) | Страны-лидеры по числу автомобилей на КПГ (слева) и по доле автомобилей на КПГ в национальном автопарке (справа) | Страны-лидеры по числу автомобилей на КПГ (слева) и по доле автомобилей на КПГ в национальном автопарке (справа) | Страны-лидеры по числу автомобилей на КПГ (слева) и по доле автомобилей на КПГ в национальном автопарке (справа) |
| Место | Страна | Число автомобилей (тысяч)                                                                                        | Место | Страна | Доля автомобилей на КПГ в автопарке страны(%)                                                                    |
| --- | --- | --- | --- | --- | --- |
| 1 | Китай | 5000 | 1 | Армения | 56,19 |
| 2 | Иран | 4000 | 2 | Пакистан | 33,04 |
| 3 | Пакистан | 3000 | 3 | Боливия | 29,83 |
| 4 | Индия | 3045 | 4 | Узбекистан | 22,5 |
| 5 | Аргентина | 2295 | 5 | Иран | 14,89 |
| 6 | Бразилия | 1781 | 6 | Бангладеш | 10,53 |
| 7 | Италия | 1001 | 7 | Аргентина | 9,93 |
| 8 | Колумбия | 556 | 8 | Грузия | 8,47 |
| 9 | Таиланд | 474 | 9 | Колумбия | 5,58 |
| 10 | Узбекистан | 450 | 10 | Перу | 5,25 |
| Всего на 2016 год в мире: ~24,5 млн машин на КПГ или 1,4 % всего автопарка                                       | | | | | |

Крупнейшим макрорегионом по числу автомобилей на КПГ является Азия. Там сконцентрированы ~15 из ~24,5 млн машин. Ещё около 5 млн приходится на страны Латинской Америки. В Европе КПГ используется в 2 млн авто. На страны Африки и Северной Америки приходится в сумме ещё около 370 тысяч машин.

### Африка
Издание NGV Africa в ноябре 2014 года приводило данные, согласно которым в Африке было около 213 тысяч автомобилей на КПГ и 200 заправочных станций. В период с 2012 по 2016 год парк газовых автомобилей в Африке вырос всего на 3 %. Де-факто единственный развитый рынок — Египет, где инфраструктуру стали развивать с середины 1990-х и где к сентябрю 2014 года было почти 208 тысяч газобаллонных машин (чуть менее 3 % всего автопарка страны) и 181 заправка.
В других странах на континенте — Нигерии, ЮАР, Мозамбике, Алжире, Танзании и Тунисе — внедрение КПГ носит точечный характер и в основном затрагивает автобусы. В Нигерии в 2010-е запущена государственная программа стоимостью 100 млн американских долларов по строительству газозаправочной инфраструктуры, которая должна в перспективе увеличить парк газовых машин до нескольких десятков тысяч. Распространению КПГ в Африке, в том числе в Египте, мешает высокая стоимость переоборудования автомобилей и строительства заправок, так как всё необходимое оборудование импортируется.

### Океания

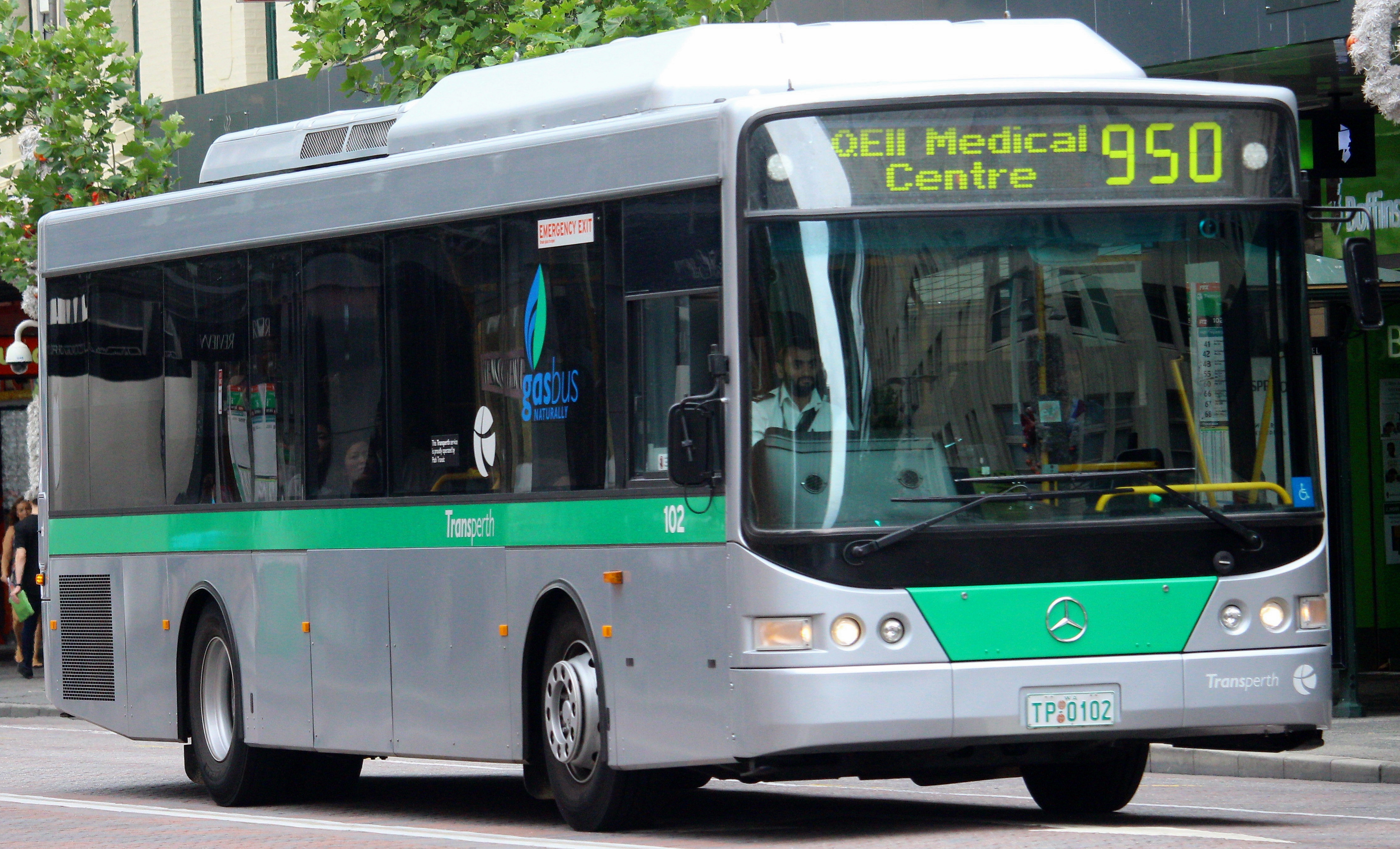
Городской автобус Mercedes-Benz OC500LE в австралийском Перте

Количество автомобилей на КПГ в Океании крайне мало. В Новой Зеландии на фоне нефтяных кризисов 1970-х и начала 1980-х под КПГ было переоборудовано 120 тысяч автомобилей или 11 % всего автопарка. С отменой в 1986 году государственных субсидий на переоборудование машин и на фоне упавших цен на нефть постепенно автопарк на КПГ стал сокращаться, и к 2016 году число газовых машин снизилось до 65 штук.
В Австралии внедрение КПГ в общественном транспорте началось в 1980-х и активно продолжалось в 1990-е. В штатах Квинсленд, Западная Австралия и Южная Австралия эксплуатируют автобусы, работающие на КПГ. В 2011 году муниципалитет Сиднея принял решение о переводе половины парка городских автобусов на КПГ, были заменены 500 устаревших дизельных машин. Однако общее проникновение остаётся крайне низким — всего около 3 тысяч машин на весь континент и около 130 АГНКС.

### Северная Америка
В период с 2012 по 2016 год парк газовых автомобилей в Северной Америке вырос на 26 %. Такой рост объясняется во многом эффектом низкой базы — в Северной Америке автомобилей на КПГ меньше, чем в Африке, — всего около 180 тысяч машин.

#### Канада
В Канаде благодаря запущенным в 1980-х федеральным и провинциальным программам по исследованию газа как топлива и его внедрению в автомобильный транспорт число машин, работающих на КПГ, к середине 1990-х выросло до 35 тысяч. Газ широко применялся в качестве топлива в рейсовых автобусах. После падения цен на нефть программы по поддержке газа свернули. В дальнейшем на фоне ограниченного предложения от производителей машин, готовых к использованию КПГ, и постоянно сжимающейся инфраструктуры (с 1997 по 2016 год число заправочных станций упало с 134 до 47) парк газовых автомобилей сократился до 12 тысяч единиц.
В 2016 году провинция Онтарио объявила о 4-летней программе стоимостью 100 млн долларов США по стимулированию использования газа на транспорте и расширению сети заправок.

#### США

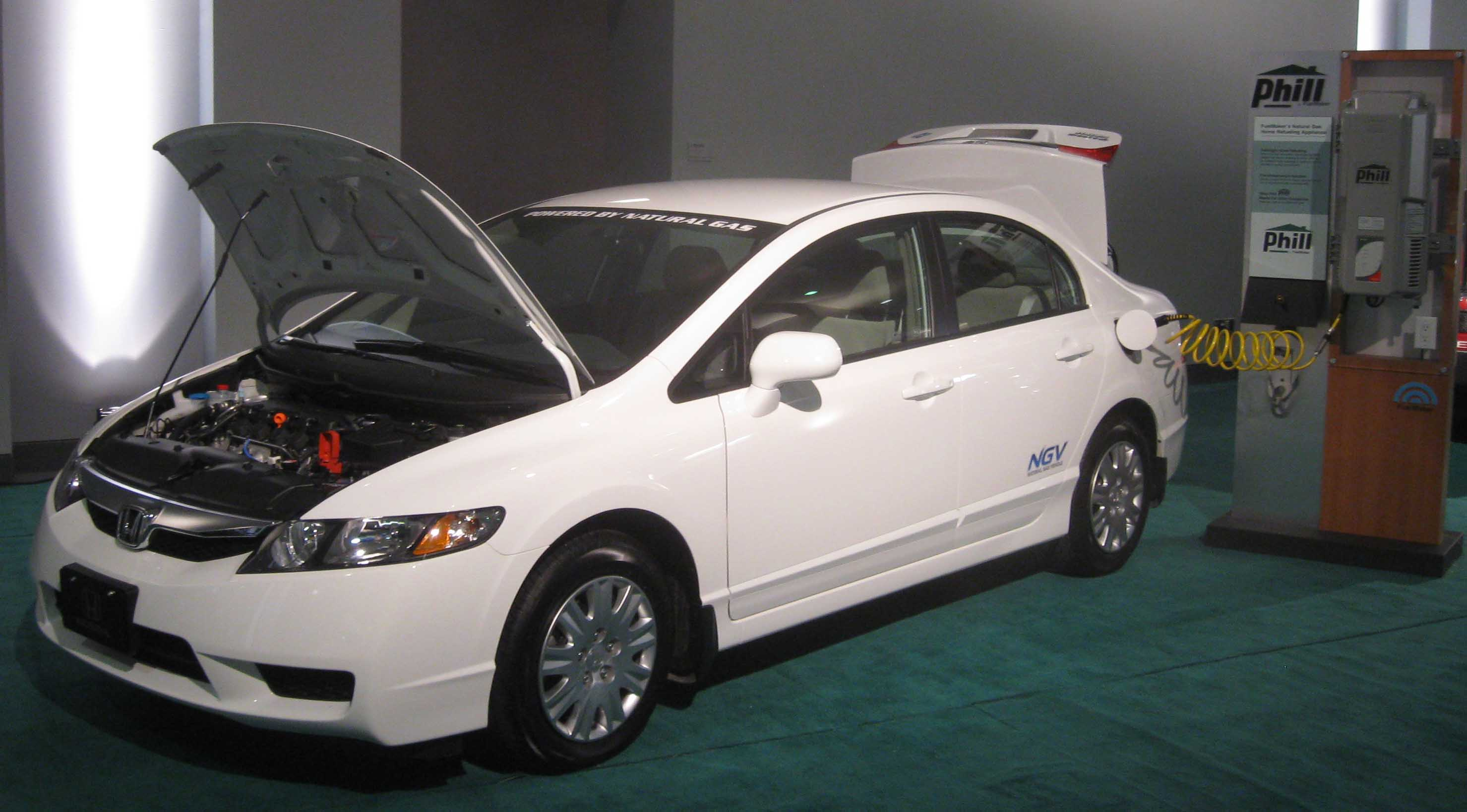
Работающий на КПГ Honda Civic GX, модель 2009 года

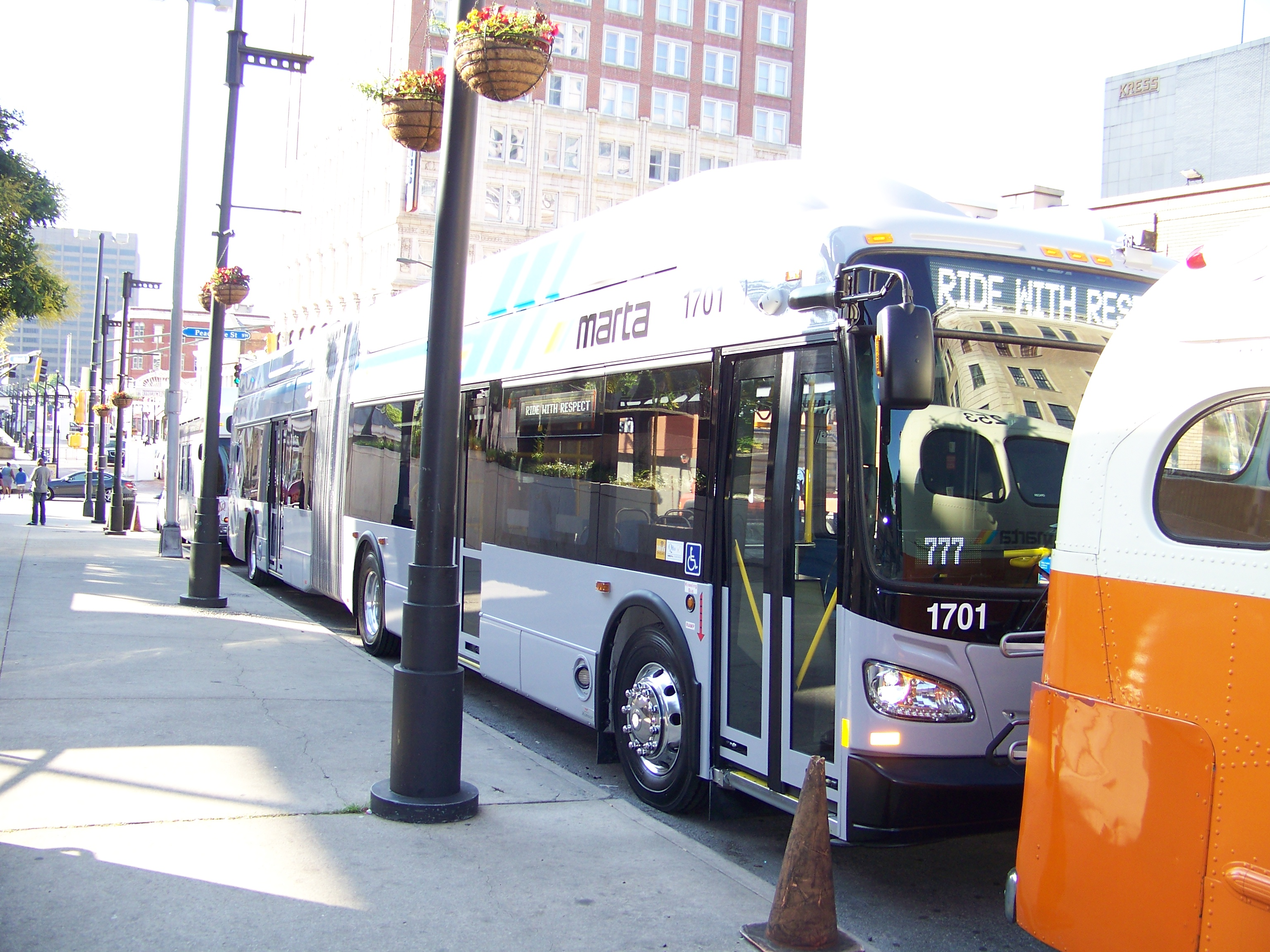
Автобус компании New Flyer Industries в Атланте

Как и в Канаде, США с начала 1980-х внедряли программы по замещению газом дорогого нефтяного топлива. Число КПГ-автомобилей достигло пика в 2004 году (121 тысяча) и перестало расти. Только в 2010-е начался рост, вызванный как экологическими инициативами таких штатов, как Калифорния, а также резким падением цен на газ в результате сланцевой революции. На 2016 год в США насчитывалось 160 тысяч газовых автомобилей и 1750 заправок. Наибольшая плотность сети заправок на 2013 год была в Южной Калифорнии. По состоянию на 2016 год многие частные компании и власти ряда штатов объявили о планах постройки сети заправок.
За низкими ценами на газ последовал спрос со стороны коммерческих компаний. Американские производители автокомпонентов стали предлагать новое оборудование для грузового и автобусного транспорта. Работающие на КПГ школьные автобусы представили компании Thomas Built Buses и Freightliner Custom Chassis Corporation. Спрос на новые разработки был поддержан Министерством транспорта США, которое объявило о выделении гранта в размере 211 млн долларов на ремонт и обновление школьных и рейсовых автобусов в 41 штате. Часть поддержанных проектов подразумевает замену старых дизельных автобусов новыми, работающими на сжатом природном газе. В 2016 году транспортные компании FedEx и United Parcel Service расширяли парк газовых автомобилей и одновременно строили для себя собственные сети КПГ-заправок.
Распространению КПГ на массовом рынке мешало ограниченное предложение машин. Фактически единственным серийным автомобилем, приспособленным под использование КПГ, был Honda Civic. В 2012 году вышел работающий на КПГ Ram 2500 компании Chrysler. В 2014 модельном году Ford представил битопливный пикап F-150, а в 2015 году вышел его битопливный конкурент Chevrolet Silverado.

### Латинская Америка
Латинская Америка — второй рынок по размеру после Азии. На 2016 год насчитывалось около 5,5 млн машин на КПГ. Страной с наибольшим проникновением КПГ в качестве автомобильного топлива в Южной Америке является Боливия: на 2016 год на КПГ ездили 360 тысяч автомобилей, то есть почти всего 30 % автотранспорта. При этом это показатель для общественного транспорта был ещё выше — 80 %. Одной из причин высокого проникновения КПГ стало то, что конфедерация водителей добилась финансирования программы переоборудования автотранспорта на КПГ по линии государственного бюджета из налогов и сборов с продажи природного газа без дополнительных выплат со стороны водителей.
По данным на 2016 год, по абсолютному количеству автомобилей на КПГ Боливию опережает Колумбия, где их насчитывалось 543 тысячи, а также Аргентина и Бразилия с 2,295 млн и 1,781 млн машин на КПГ соответственно. Широкому распространению КПГ в Аргентине поспособствовала политика президента Рауля Альфонсина, проводимая в 1980-е с целью заместить дорожавшее нефтяное топливо . В Бразилии КПГ в качестве топлива для легкового транспорта впервые был использован в 1996 году, а до того в стране широко были распространены автомобили, работающие на биоэтаноле, получаемом из сахарного тростника. Благодаря ряду государственных программ число автомобилей, работающих на КПГ, достигло миллиона уже через 9 лет.

### Европа

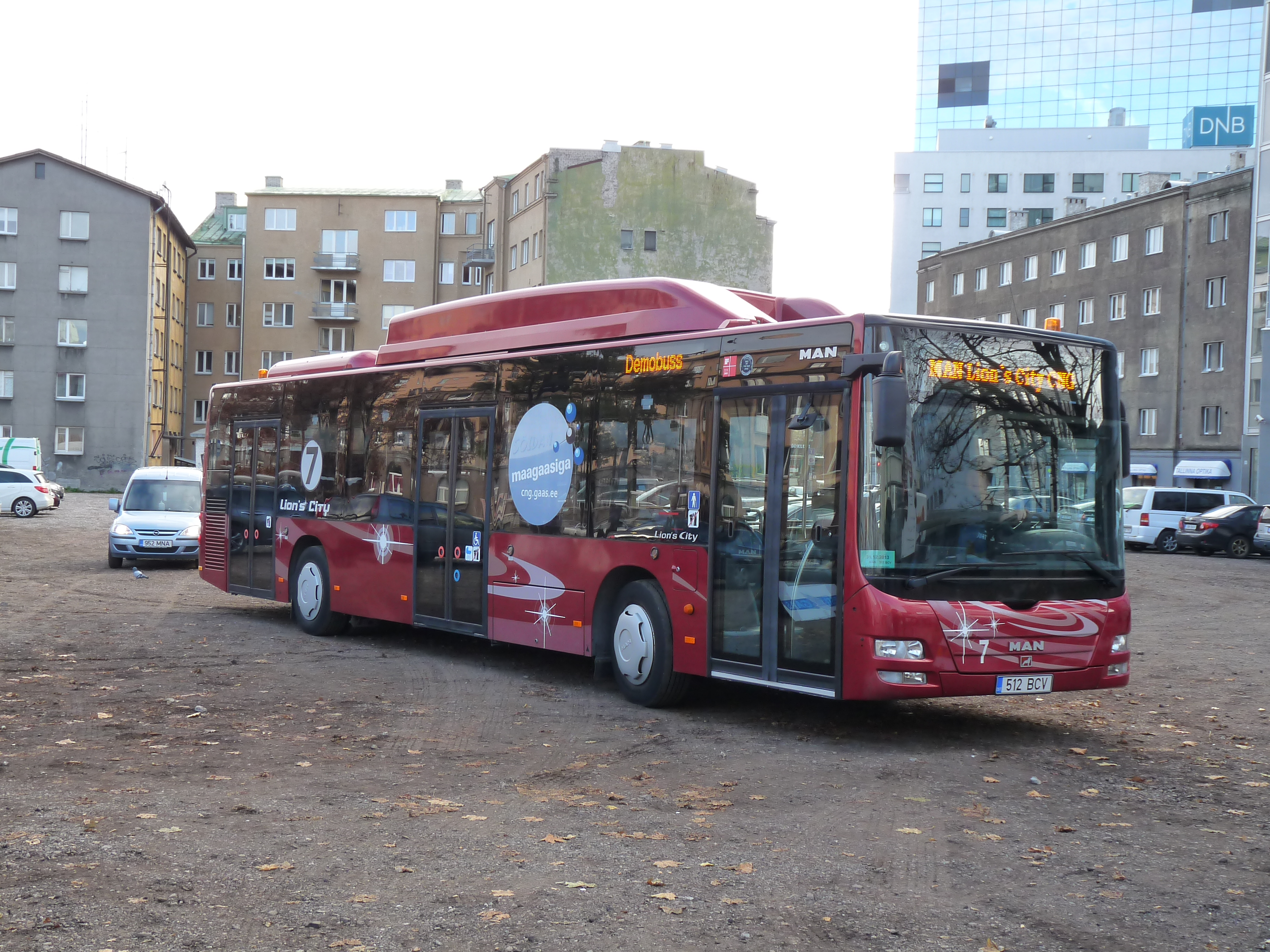
Работающий на КПГ автобус MAN NL 243 Lion’s City CNG в Таллине

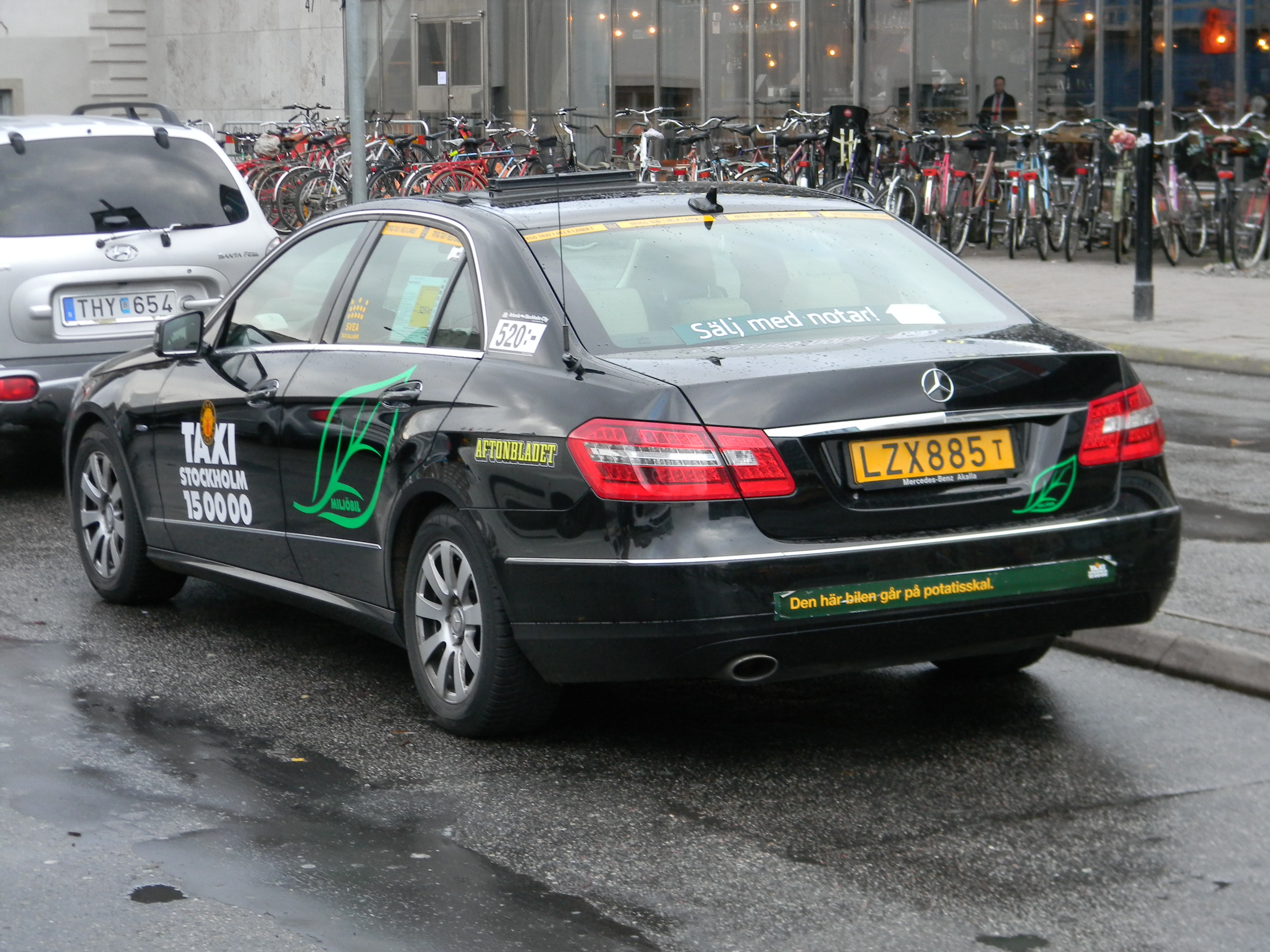
Mercedes-Benz E-класса на биогазе в Стокгольме

Европейский газовый рынок является третьим по величине в мире, уступая Азии и Латинской Америке. По данным на 2016 год, в Европе было более 2,187 млн автомобилей, использующих газ, — это число выросло за предыдущие четыре года на 25%. Общее число заправочных станций достигло 4608 штук.

#### ЕС и ЕАСТ
В Европейской союзе и странах Европейской ассоциации свободной торговли в 2016 году насчитывалось более 1,316 млн автомобилей, потребляющих природный газ. Этот показатель вырос за год на 3%. Подавляющее большинство КПГ-совместимых автомобилей ездят в Италии — чуть более 1 млн машин. Италия держит лидерство по числу автомобилей, использующих газ, с середины 1930-х годов. Следом за ней идут Германия (~94 тысячи), Болгария (~70 тысяч) и Швеция (~55 тысяч). Эти же страны лидируют по доле автомобилей, работающих на КПГ. Среди стран-лидеров по использованию КПГ в автобусном транспорте лидирует Швеция (16% от общего числа автобусов). К июню 2017 года насчитывалось 3307 КПГ-заправок, из них более трети расположены в Италии. Другими странами-лидерами по развитию инфраструктуры являются Германия, Швеция, Нидерланды, Чехия и Швейцария.
В Европейском Союзе действует директива Европейского парламента и Европейского Совета 2014/94/EU о развёртывании инфраструктуры альтернативного топлива от 22 октября 2014 года. Директива требует от государств-членов ЕС принять национальные рамочные программы для развития рынка альтернативного топлива и устанавливает нормативы по необходимому количеству заправок с альтернативным топливом из расчёта количества населения и отдалённости заправок друг от друга, предусматривает применение общих для стран ЕС стандартов для заправочных станций и станций зарядки электромобилей, устанавливает способ доведения до потребителей информации об альтернативном топливе, включая методологию понятного и четкого сравнения цен на топливо. Директива устанавливает следующие сроки развития инфраструктуры КПГ на территории ЕС: создание достаточной инфраструктуры в городских и плотно населённых зонах к концу 2020 года, создание сети заправок КПГ вдоль коридоров TEN-T к концу 2025 года.

#### Россия

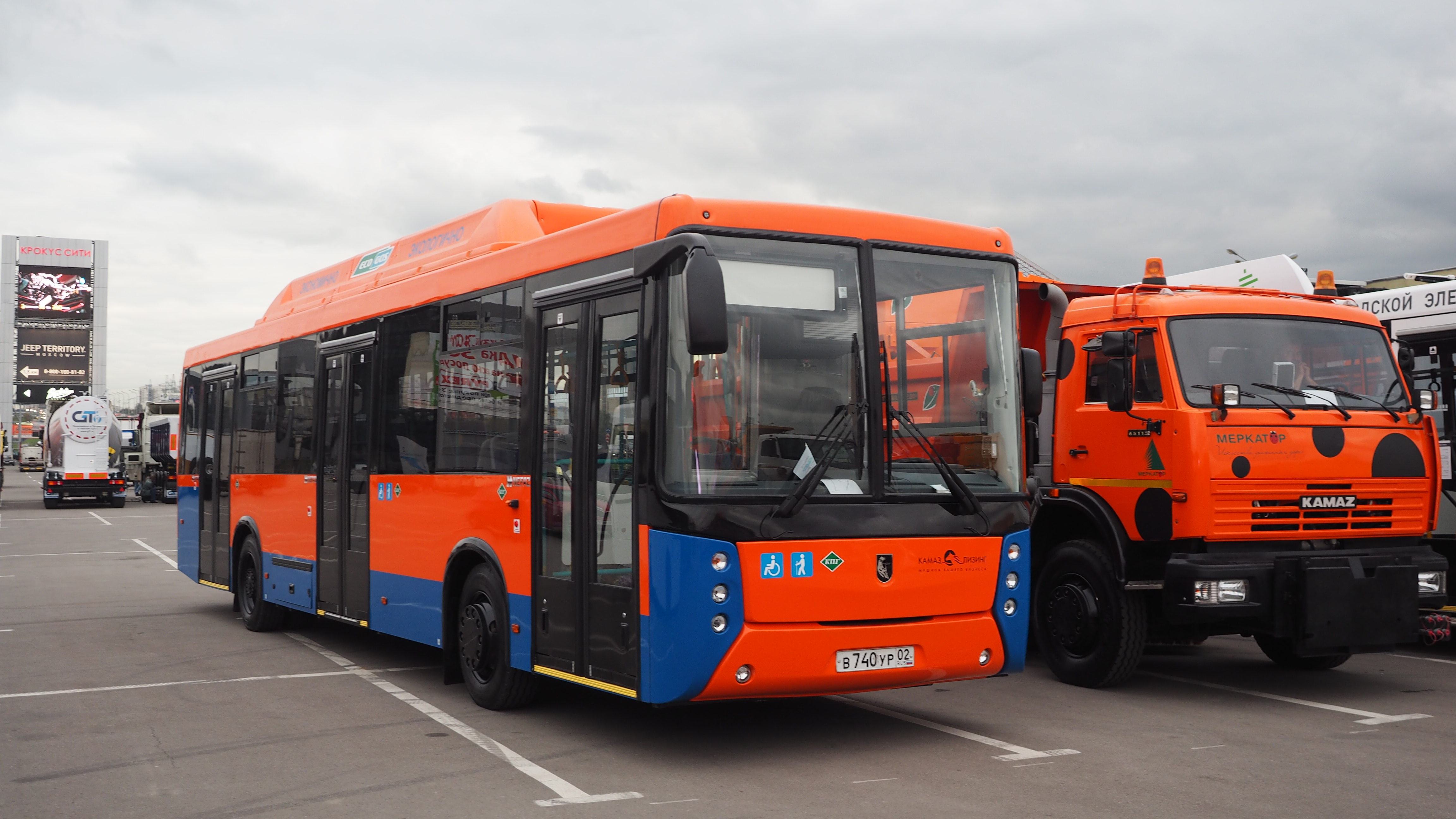
Автобус НефАЗ-5299 с газовым двигателем для Набережных Челнов

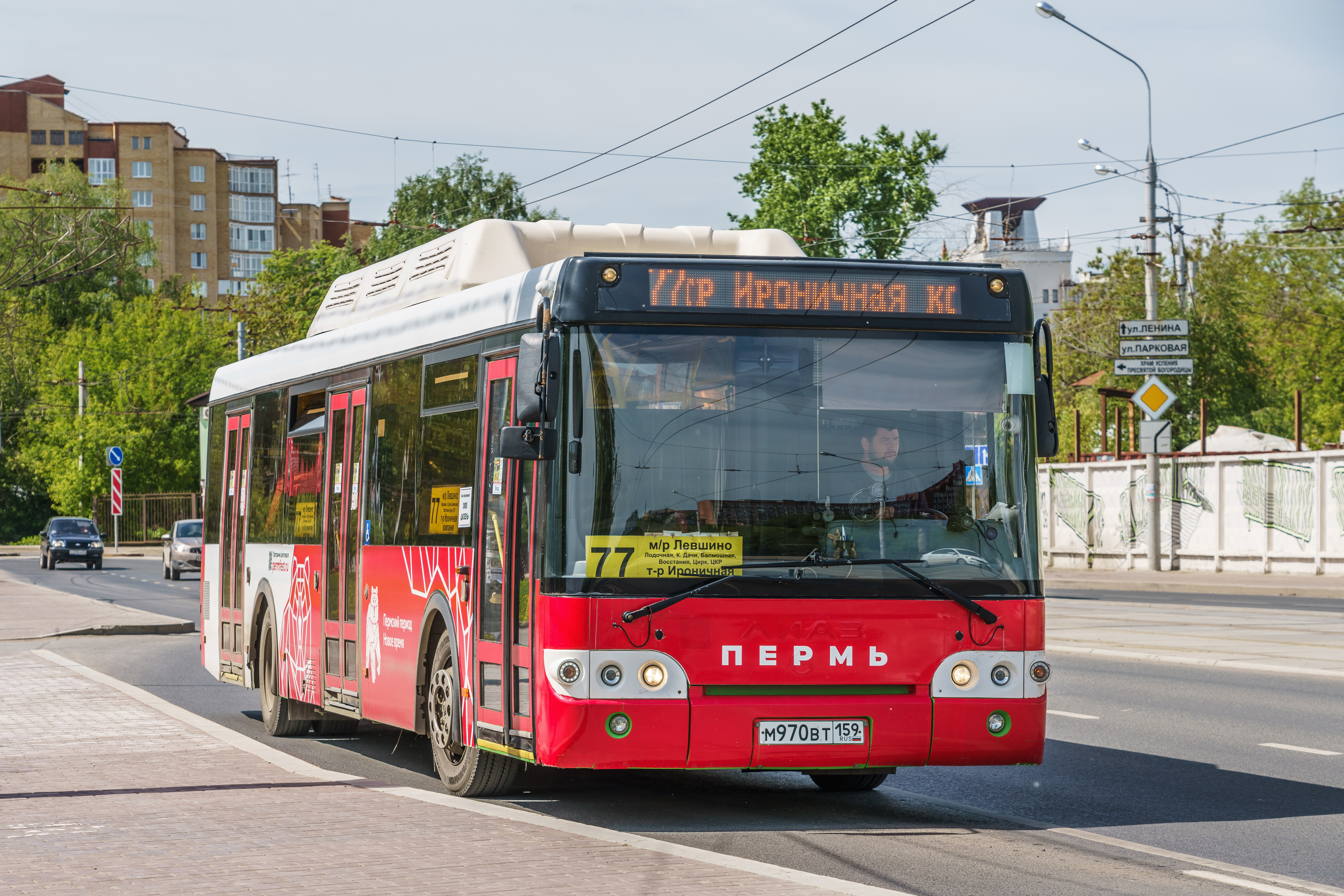
ЛиАЗ-5292.71 в Перми

К октябрю 2016 году в России зарегистрировано более 145 тысяч машин, использующих КПГ.
В основном природный газ в России реализуется на автомобильных газонаполнительных компрессорных станциях (АГНКС), газ на которые поступает непосредственно по газопроводам. Подобное решение унаследовано от Советского Союза, в котором программа развития газового транспорта началась в 1980-х годах. Программа разрабатывалась на перспективу, поскольку СССР не испытывал дефицита нефтепродуктов. Решение о создании в стране сети АГНКС было принято в декабре 1983 года, тогда же была запущена первая в московском регионе станция, расположенная в посёлке Развилка на пересечении МКАД и Каширского шоссе и рассчитанная на 500 заправок с сутки. Станция была оснащена итальянским оборудованием, но на построенные в 1985—1987 годах на МКАД станции АГНКС-500 уже устанавливались компрессоры советского производства.
К концу 2016 года насчитывалось около 320 АГНКС. Крупнейшим владельцем и оператором АГНКС является «Газпром». Для комплексного развития газомоторной отрасли в декабре 2012 года «Газпром» создал специализированную компанию «Газпром газомоторное топливо». К 2020 году компания планирует увеличить свою сеть до 480—500 точек, а также устанавливать модули заправки КПГ на действующих жидкотопливных АЗС компаний-партнёров.
Крупнейшими потребителями газомоторного топлива в России являются Ставропольский и Краснодарский края, Свердловская, Челябинская, Кемеровская и Ростовская области, а также республики Кабардино-Балкария, Татария и Башкирия. В мае 2013 года Правительство РФ издало распоряжение № 767-р, в котором установлены целевые показатели по использованию природного газа на общественном и коммунальном транспорте для городов с населением более 100 тысяч человек. Для стимулирования спроса к 2020 году в этих городах запланировано перевести до половины общественного транспорта и автотехники коммунальных служб на природный газ. В рамках этой инициативы в ряде городов уже эксплуатируются автобусы на природном газе. В Санкт-Петербурге первые подобные автобусы появились в 2013 году. В Ростове-на-Дону и Волгограде к Чемпионату мира по футболу планируют закупить более 100 автобусов на КПГ.
Долгое время основными автомобилями, использовавшимися для работы на КПГ, были грузовики ЗИЛ-138А, ГАЗ-52-27, ГАЗ-52-28, ГАЭ-53-27, КамАЗ-53208, КамАЗ-55118; автобус ЛАЗ-695НГ и легковой ГАЗ-24-27. Впоследствии на линии были выведены автобусы марок «Икарус» и ЛиАЗ. Одним из препятствий для роста рынка КПГ было отсутствие новых серийных легковых автомобилей, работающих на КПГ, кроме как грузовых «ГАЗелей». В 2017 в производство запущена серийная Lada Vesta CNG, а также Ford Focus.

### Азия

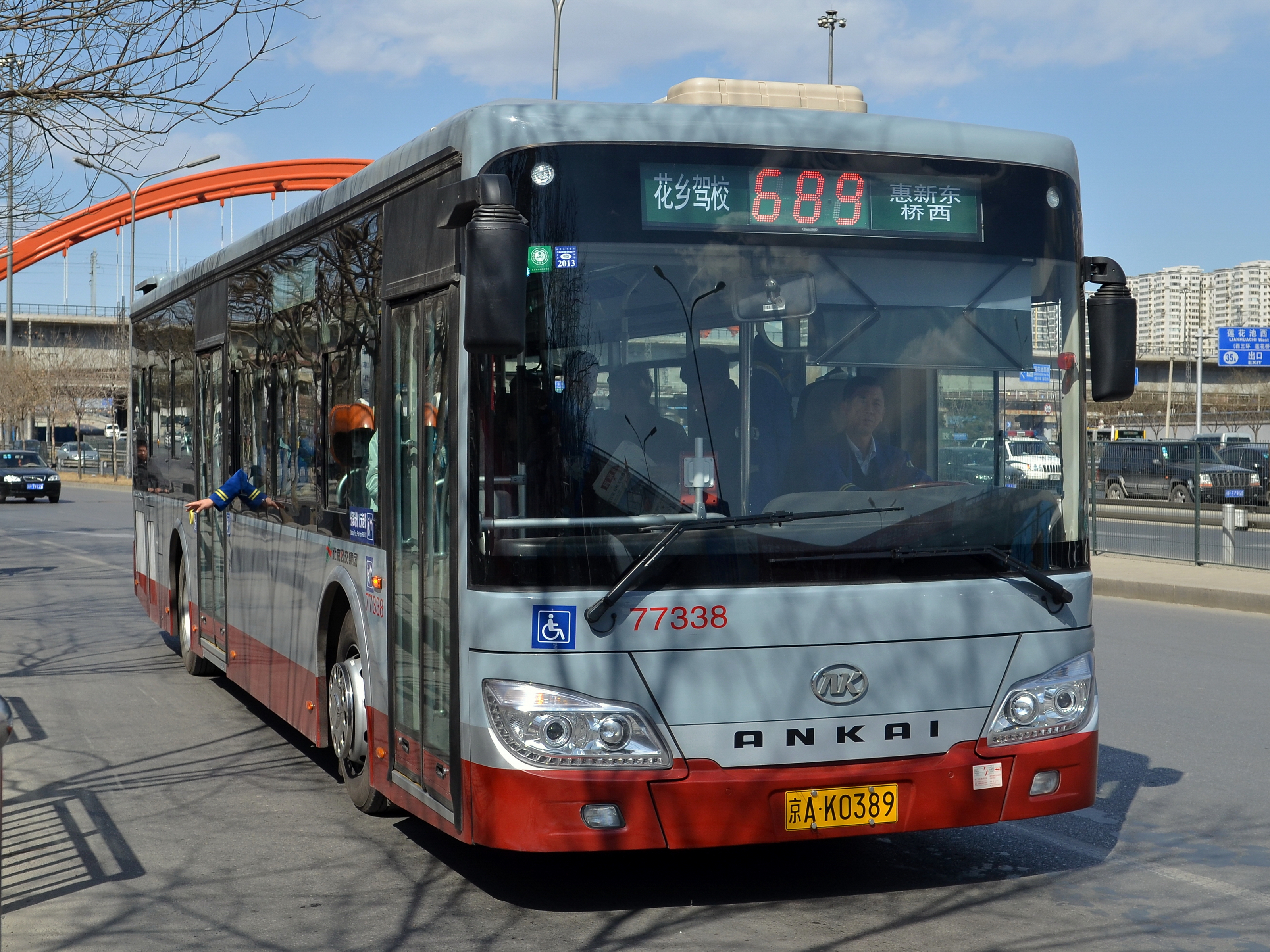
Автобус в Китае производства компании Anhui Ankai Automobile

Азия — крупнейший регион по числу автомобилей на КПГ. По данным Asian NGV Communications, общее число подобных транспортных средств на 2016 год составляет более 16,4 млн. Крупнейшие страны по числу автомобилей на КПГ расположены в Азии: Китай (более 5 млн машин), Иран (более 4 млн), Пакистан (более 3 млн), Индия (более 3 млн) и Таиланд (475 тысяч). По данным на февраль 2017 года в странах Азии насчитывается более 17,2 тысяч заправок.
Пакистан является мировым лидером в газификации автотранспорта (треть всего автопарка), обгоняя Аргентину и Бразилию. В Пакистане развёрнуто производство как легковых транспортных средств на КПГ, так и грузовиков и автобусов, причём объём производства превышает объём переоборудования. В стране более 2300 АГНКС, субсидируется строительство новых, отменены ввозные пошлины на газобаллонное оборудование, на государственном уровне регламентированы типы баллонов и комплекты газовой аппаратуры.

## НИОКР

### Абсорбированный природный газ (АПГ / ANG)
Проводятся эксперименты по хранению газа в форме, известной как абсорбированный природный газ (АПГ / ANG) — когда природный газ сорбируется пористым поглотителем с высокой площадью поверхности (напр. активированный уголь) при температуре окружающей среды и относительно низком давлении (10—60 бар, т.е. давление в газопроводах). Таким образом решаются основные присущие газовому топливу проблемы — как очень высокого давления (у КПГ), так и очень низкой температуры (у СПГ). При этом топливо хранится с такой же или большей плотностью энергии, чем у КПГ. Это означает, что транспортные средства могут заправляться по сути непосредственно от трубопроводной газовой сети, без дополнительного сжатия газа, а топливные баллоны могут быть уменьшены и изготовлены из более легких и слабых материалов.
Количество сорбированного газа зависит от давления, температуры и типа сорбента. Поскольку процесс поглощения является экзотермическим, увеличение давления или снижение температуры повышают его эффективность.
Для увеличения емкости хранилища природного газа можно сочетать технологии АПГ и КПГ. В этом процессе, известном как АПГ высокого давления, или АКПГ, резервуар для КПГ заполняется каким-либо сорбентом, и накапливает закачиваемый в него под высоким давлением природный газ.
В настоящее время исследователи разрабатывают новые сорбенты с более высоким коэффициентом сорбции для оптимизации этого процесса, такие как углерод растительного происхождения и MOF (металл-органические каркасные структуры).

### Смесь с водородом
Сжатый природный газ иногда смешивают с  водородом (HCNG), что увеличивает отношение H/C (отношение водорода к углероду) топлива и обеспечивает скорость пламени до восьми раз выше, чем у КПГ.